# Pravidla českého pravopisu
Pravidla českého pravopisu (PČP) je tradiční název příruček popisujících či kodifikujících jak sám český pravopis, tedy způsob zápisu řeči, tak i ostatní jevy (např. lexikum, gramatiku, zejména tvarosloví) spisovné formy češtiny. Přitom je cílem, smyslem zejména její sjednocení v zájmu celonárodní srozumitelnosti.
Za nejzávaznější bývají považována vydání zpracovaná Ústavem pro jazyk český (ÚJČ) Akademie věd, příručky z jiných nakladatelství z nich obvykle bývají odvozené. Příručky mívají obecnou část, pojednávající o pravopisných problémech a jevech, a slovníkovou část.

## Popisované jevy
Pravidla českého pravopisu se speciálně zabývají zejména odchylkami od hláskového pravopisu:
- volba mezi i (í) a y (ý). Z tohoto důvodu se rozlišují měkké, tvrdé a obojetné souhlásky a k obojetným souhláskám se vytváří seznamy vyjmenovaných slov. Pravopis koncovek se řídí gramatickými vzory, u koncovek sloves je pak třeba sledovat gramatickou shodu přísudku s podmětem, tj. pravopis slovesa podřídit gramatickému rodu podmětu, ať už vyjádřeného, nebo nevyjádřeného.
- používání písmena ě, rozlišování mě a mně, změkčování písmen d, t, n písmenem i
- ztráta znělosti některých souhlásek na konci slov nebo ve skupině souhlásek, páry znělých a neznělých souhlásek značené písmenem pro znělou souhlásku
- pravopis skupin souhlásek, které se někdy vyslovují zjednodušeně (např. šveska = švestka, cera = dcera, kecky = zastarale kedsky, ale děcko ≠ dětsko, jednostraný = jednostranný, francouský = francouzský) a hláskové změny, které se odrážejí i v pravopise (brandýští a hradečtí, ne brandýsští a hradecští)
- volba předložky nebo předpony s a z (se a ze)
- označování délky samohlásek, volba mezi ú a ů, změny délky při ohýbání slov (dráha – o drahách, prodávat – prodavač, výjimka – výjimečný – vyjímatelný), dubletní tvary
- psaní přejatých slov (zachování původního pravopisu, způsoby počeštění, přepis některých písmen s odlišným významem, potlačené zdvojení písmen, volba mezi s a z, označování délky samohlásek, zachování původních i a y), pravidla transkripce
- psaní zkratek a značek
- pravopis vlastních jmen, zejména kapitalizace (psaní velkých písmen) a pravopis víceslovných vlastních jmen (rozdílná pravidla pro různé typy subjektů), úzus u označení na pomezí vlastního jména (např. první světová válka malými písmeny, Vánoce po reformě pravopisu velkými písmeny), rozlišování vlastních jmen od obecných
- jiné případy kapitalizace (vyjádření zvláštního vztahu, začátky větných celků atd.)
- hranice slov v písmu, psaní mezer, spojovníků, spojky -li, dělení slov na konci řádku
- členicí (interpunkční) znaménka (tečka, čárka, závorka, pomlčka, středník, otazník, vykřičník, dvojtečka, uvozovky, tři tečky, odsuvník čili apostrof)
- pravopis a zvláštnosti jednotlivých slov (dokumentováno pravopisným slovníkem)

## Závaznost pravopisné kodifikace
Žádný zákon závaznost Pravidel českého pravopisu přímo nestanoví.
Pravopisná zvyklost (norma) češtiny je ustalována a sjednocována především Ústavem pro jazyk český a školskou soustavou. Ústav pro jazyk český vydává doporučující publikace (například Pravidla českého pravopisu, Internetová jazyková příručka, Slovník spisovné češtiny, Akademický slovník cizích slov) a provozuje jazykovou poradnu pro veřejnost. Pravidla doporučovaná Ústavem pro jazyk český jsou obecně považována za oficiální.

### Školní výuka
Příslušné státní ministerstvo (nyní Ministerstvo školství, mládeže a tělovýchovy) obvykle schvaluje kodifikační příručky pro užívání ke školní výuce češtiny, případně závazně vyžaduje respektování těchto zásad při výuce češtiny ve školách.
Na základě školského zákona Ministerstvo školství, mládeže a tělovýchovy uděluje nebo odnímá učebnicím a dalším učebním textům schvalovací doložku, na základě které se tyto pomůcky mohou používat při výuce na základních a středních školách. (Ředitel školy může povolit použití jiných učebnic a textů, pokud neodporují zákonu.) Doložka se uděluje na základě odborného posouzení souladu s předem danými kritérii. Součástí recenze je i posouzení jazykové kultury textu učebnice podle pravidel českého pravopisu. Pokud vydavatel nevěnoval výrobě učebnice náležitou péči a je v ní mnoho tiskových chyb, prohřešků proti jazykové normě nebo jiných věcných či formálních nedostatků oproti podobě, která byla schválena, může ministerstvo schvalovací doložku odebrat.

## Historie

### Pravopisné příručky do roku 1948
- 1846 a 1851 Prawidla českého prawopisu, praktickými přijklady wyswětlená, pro učitele českých sskol, zwlásstě pro kandidáty auřadu učitelského, W Praze : Cjs. král. sklad normálnjch sskolnjch knih, tištěno švabachem
- 1854 Pravidla českého pravopisu: praktickými příklady vysvětlená, V Praze : C.k. sklad normálních školních knih,
- 1902 Pravidla hledící k českému pravopisu a tvarosloví s abecedním seznamem slov a tvarů s podtitulem „Jediné ministerstvem kultu a vyučování schválené vydání“ (Praha, Školní knihosklad), první PČP. Po vzoru němčiny zrušila zdvojování souhlásek v psaní cizích slov. Tím měly všechny dosavadní písemnosti včetně dvou třetin Ottova slovníku naučného rázem zastaralý pravopis.
- 1903 vydání „větší“ a „menší“, Školní knihosklad.
- 1904 vydání „větší“ a „menší“, tentokrát Císařský královský školní knihosklad.
- 1913 Pravidla českého pravopisu s abecedním seznamem slov a tvarů: Jediné c.k. ministerstvem kultu a vyučování schválené vydání vydání větší, Školní knihosklad.
- 1917 vydání větší, Císařský královský školní knihosklad.
- 1919 Pravidla českého pravopisu s abecedním seznamem slov a tvarů: Jediné ministerstvem školství a národní osvěty schválené vydání, Praha, Státní školní knihosklad.
- 1921 Pravidla českého pravopisu s abecedním seznamem slov a tvarů: Jediné ministerstvem školství a národní osvěty schválené vydání, vydání větší, Praha, Státní nakladatelství.
- 1924 (nezměněný otisk 1926) – Pravidla českého pravopisu s abecedním seznamem slov a tvarů: Jediné ministerstvem školství a národní osvěty schválené vydání, vydání větší, Státní nakladatelství.
- 1941 Pravidla českého pravopisu s abecedním seznamem slov a tvarů, Praha, Školní nakladatelství pro Čechy a Moravu a Česká akademie věd a umění. Dostupné online.
- 1942 Pravidla českého pravopisu s abecedním seznamem slov a tvarů, vydání větší, Londýn, nakl. Čechoslovák / Kruh přátel československé knihy, nezměněný otisk vydání z roku 1924
- 1943 Pravidla českého pravopisu s abecedním seznamem slov a tvarů – Regeln der tschechischen Rechtsschreibung, Praha, Školní nakladatelství pro Čechy a Moravu a Česká akademie věd a umění, přetisk vydání z roku 1941
- 1946 a 1948 Pravidla českého pravopisu s abecedním seznamem slov a tvarů, Praha, Státní nakladatelství a Česká akademie věd a umění, v podstatě nezměněné otisky vydání z roku 1941.

### Vydání v letech 1957–1990 (ČSAV a SPN)
- 1957 Pravidla českého pravopisu, Praha, ČSAV (Sekce jazyka a literatury). Jejich cílem bylo funkčně fonetizovat pravopis. Toto úsilí tvořilo nedílnou součást demokratizačního procesu, uplatňovaného v rámci jazykové politiky lidově demokratického státu, procesu směřujícího k zjednodušení, a tím zpřístupnění spisovného jazyka širokým vrstvám jeho uživatelů. Důvodem bylo, že „spisovný jazyk se stále více stává majetkem i lidí neznalých ani řečtiny, ani latiny, ani angličtiny.“ V cizích slovech zavedla psaní t místo th a z místo s. 
 § 99: v latinské příponě -ismus se píše jen s; rovněž tak v několika slovech humanistické tradice filosofie, gymnasium, president, presidium, universita (a v jejich odvozeninách); jen s se ovšem píše též v slovech nezdomácnělých, jako např. cirrhosis, gnose, gnoseologie, konsensus, spasmus, tenesmus, a rovněž v některých vlastních jménech osobních a zeměpisných (viz § 108–113)
- 1958 2. vydání akademického vydání z roku 1957, tentokrát již zpracovala pravopisná komise Ústavu pro jazyk český ČSAV
- 1958 a 1959 Pravidla českého pravopisu: 1. a 2. školní vydání. Praha, SPN
- 1961 3. vydání Nakladatelství ČSAV
- 1966, 1969 4. a 5. vydání Academia
- 1964, 1965, 1966, 1968 3., 4., 5. a 6. školní vydání SPN
- 1974 6. vydání Academia, zrušila výjimku § 99 pro slova humanistické tradice.
- 1974, 1975, 1976 7. a 8. školní vydání SPN a dotisk 8. vydání
- 1977, 1983 7. a 8. vydání Academia
- 1978, 1979, 1980, 1981, 1981, 1983, 1984 - 9., 10., 11., 12., 13., 14. a 15. školní vydání SPN
- 1986, 1987, 1988, 1989, 1989, 1990 - 16., dotisk 16., 17., dotisk 17., 18. a 19. školní vydání SPN

### Vydání od roku 1993

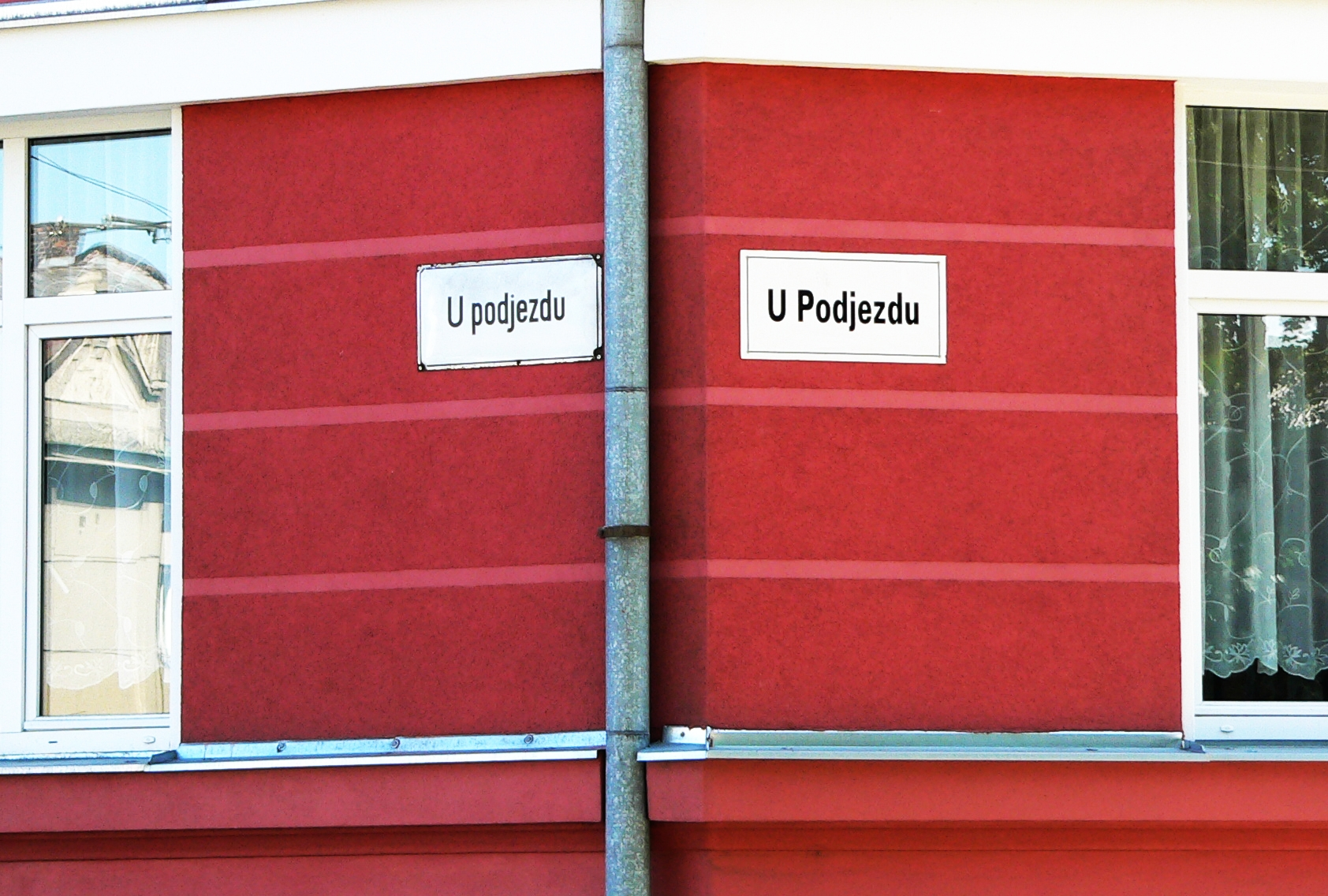
Staré a nové psaní názvů ulic: „U podjezdu“ (do roku 1993) × „U Podjezdu“ (od roku 1993)

- 1993 Pravidla českého pravopisu, Praha, Academia, 1. vydání - v cizích slovech změnila psaní s a z a zrušila psaní dlouhých samohlásek, např. balon místo balón, citronek místo citrónek či sezona místo sezóna. Po vzoru slovenštiny bylo všude umožněno a doporučováno z. Ihned po vydání této verze došlo ke sporům mezi zastánci a odpůrci, zejména v psaní s a z. Proto byl vydán Pilipův dodatek, který umožnil výuku i psaní cizích slov v podobě z PČP 1983. Roku 1993 byl rovněž změněn pravopis některých typů vlastních jmen: např. ulice „K Letišti“ místo ulice „K letišti“, „náměstí Bratří Synků“ místo „náměstí bratří Synků“, Vánoce a Velikonoce s velkým počátečním písmenem atd.
- 1993 Pravidla českého pravopisu / Ústav pro jazyk český ČSAV - školní vydání, Praha, Pansofia
- 1993 Pravidla českého pravopisu, Olomouc, Fin, ISBN 80-85572-98-2 (brož.), 1. vyd., „Verze schválená Ministerstvem školství, mládeže a tělovýchovy ČR od školního roku 1994/95“
- 1993 Pravidla českého pravopisu, Olomouc, Fin, ISBN 80-85572-44-3 (brož.), 1. vyd., obsahuje též Dodatek k pravidlům českého pravopisu - školní vydání
- 1996 Pravidla českého pravopisu, Prostějov, Fin, ISBN 80-86002-00-4 (brož.), 2. opr. vyd., „Pravidla českého pravopisu pro školní rok 1996/97“
- 1996 Pravidla českého pravopisu, Olomouc, Fin, ISBN 80-7182-033-4 (brož.), 1. vyd.
- 1998 Pravidla českého pravopisu : s dodatkem Ministerstva školství, mládeže a tělovýchovy České republiky. Praha, Academia, ISBN 80-200-0475-0 (80-200-0944-2), vyd. 1. (s dodatkem MŠMT)
- 1998 Pravidla českého pravopisu, Olomouc, Nakladatelství Olomouc, ISBN 80-7182-033-4 (brož.), 3. vyd., s Dodatkem
- 1998 Pravidla českého pravopisu, Olomouc, Nakladatelství Olomouc, ISBN 80-7182-073-3 (brož.), 4. vyd.
- 1998 Pravidla českého pravopisu, s graficky naznačeným dělením slov, pro školní rok 1998/99, Olomouc, Fin, ISBN 80-86002-40-3, 1. vyd.
- 1998 Pravidla českého pravopisu, s graficky naznačeným dělením slov, pro školní rok 1998/99, Olomouc, Fin, ISBN 80-86002-42-X, 2. opr. vyd.
- 1999 Pravidla českého pravopisu : školní vydání včetně Dodatku, Praha, Fortuna, vyd. 2., v nakl. Fortuna 1., ISBN 80-7168-679-4, zpracoval kolektiv pracovníků Ústavu pro jazyk český AV ČR

### Vydání od roku 2000
- 2000 Pravidla českého pravopisu, Olomouc, Nakladatelství Olomouc, ISBN 80-7182-054-7 (brož.), reprint 4. vyd.
- 2001 Pravidla českého pravopisu, s graficky naznačeným dělením slov, Olomouc, Fin, ISBN 80-86002-52-7, 3. opr. vyd.
- 2003 Pravidla českého pravopisu, Olomouc, Nakladatelství Olomouc, ISBN 80-7182-145-4 (brož.), 6. vyd.
- 2003 Pravidla českého pravopisu, s graficky naznačeným dělením slov, Olomouc, Fin, ISBN 80-86002-84-5, 4. vyd.
- 2003 Pravidla českého pravopisu: školní vydání včetně Dodatku, Praha, Fortuna, vyd. 2., v nakl. Fortuna 1., dotisk, ISBN 80-7168-913-0, zpracoval kolektiv pracovníků Ústavu pro jazyk český AV ČR.
- 2004 Pravidla českého pravopisu s výkladem mluvnice, Vladimír Šaur, Praha, Ottovo nakladatelství, ISBN 80-7181-133-5
- 2005 Pravidla českého pravopisu: Praha, Academia, ISBN 80-200-1327-X, vyd. 2. (s dodatkem MŠMT)
- 2008 Pravidla českého pravopisu. Brno: Lingea, ISBN 978-80-87062-47-0, vyd. 1. 895 s. (s CD-ROM)
- 2014 Akademická příručka českého jazyka, Markéta Pravdová a kol., Praha, Academia, ISBN 978-80-200-2327-8, vyd. 1., 536 stran
- 2019 Akademická příručka českého jazyka, Markéta Pravdová a kol., Praha, Academia, ISBN 978-80-200-2947-8, vyd. 2., 600 stran